# Stephen R. Bradley
Pour les articles homonymes, voir Bradley.
Cet article possède un paronyme, voir Stephen Bradley (homonymie).
Stephen Row Bradley né le 20 février 1754 à Wallingford, dans le comté de New Haven dans l'actuel État du Connecticut et mort le 9 décembre 1830 à Walpole dans le comté de Cheshire dans l'État du New Hampshire est un américain connu pour avoir été élu sénateur du Vermont au Congrès américain de 1791 à 1795, puis de 1801 à 1813 et pour avoir été Président pro tempore du Sénat des États-Unis de 1802 à 1803 puis de 1808 à 1809. Il est notamment connu pour avoir participé à la rédaction du Douzième amendement de la Constitution des États-Unis définissant la procédure d'élection du Président des États-Unis et pour avoir présenté un projet de loi visant à abolir la traite négrière à partir du 1er janvier 1808, projet repris et promu par le président Thomas Jefferson lors d'un discours en 1806, et qui conduira le 2 mars 1807 à la promulgation de l'Act Prohibiting Importation of Slaves.

## Biographie

### Jeunesse et formation
Stephen R. Bradley né  est le fils de Moses et de Mary Row Bradley. Après ses études secondaires, le révérend John Foot l'a préparé pour être admis à Yale, il y entre en 1771, il y obtient son baccalauréat universitaire (licence) en 1775 puis il soutient avec succès sa maîtrise universitaire ès lettres en 1778, puis, il étudie le droit sous la direction de Tapping Reeve (en), le fondateur de la Litchfield Law School (en),,,.

### Carrière
Durant ses études, il participe à Guerre d'indépendance des États-Unis dans la milice, il devient l'aide de camp du major-général David Wooster et participe à la bataille de Ridgefield où Wooster se fera tuer.
Après ses études, en 1779, il s'inscrit au barreau et ouvre un cabinet d'avocat à Westminster dans le Vermont. 
En 1780 il devient procureur du comté de Cumberland.
En 1791, avec Moses Robinson (en) avec qui il a négocié l'entrée du Vermont au sein de l'Union comme quatorzième état des États-Unis, il est le premier sénateur représentant le Vermont au Sénat des États-Unis,, mandat qu'il occupe jusqu'en 1795, où il se fait battre par Elijah Paine (en),,.

### Vie personnelle
En mai 1780, il épouse Merab Atwater.
Stephen R. Bradley repose à l'ancien cimetière de Westminster dans le Vermont.

## Correspondance
- Stephen Row Bradley et Dorr Bradley Carpenter (dir.), Stephen R. Bradley : Letters of a Revolutionary War Patriot and Vermont Senator, Jefferson, Caroline du Nord, McFarland, 2008, 456 p. (ISBN 9780786433582, lire en ligne). ,

## Hommages
Sa maison de Walpole, la Stephen Rowe Bradley House (en) après une enquête est inscrite au Registre national des lieux historiques,.

## Pour approfondir